# Escola Júlia Kubitschek
A Escola Júlia Kubitschek foi a primeira escola pública do Distrito Federal. Primeiramente denominada Grupo Escolar 1 - GE1, se encontrava em Candangolândia, um dos acampamentos dos pioneiros. Sua inauguração foi em 15 de outubro de 1957 e contou com a presença do presidente Juscelino Kubitschek. A escola recebeu posteriormente o nome de Júlia Kubitschek em homenagem a mãe de JK. A obra do colégio foi projetada por Oscar Niemeyer e foi construída em vinte dias. Por seu estilo arquitetônico similar a casa do presidente, recebeu o apelido de "Catetinho da Educação". Essa escola representou o ponto de apoio e referência para o que viria a ser todo sistema de ensino projetado por Anísio Teixeira. A escola de educação integral funcionava com 7h de duração incluindo as refeições; em um período acontecia o estudo das disciplinas tradicionais e no outro atividades como iniciação musical, artes plásticas, educação física, trabalhos manuais, horta e jardim e de atividades de caráter social.